# 無意識行為
無意識行為（automatism、自動症、無自制行為、自動現象）是一種很少使用的刑事辯護。也是與被告的精神狀態有關的精神病辯護之一種。無意識行為可以被視為缺乏自主性的，缺乏有罪性的（無意識性的）或則豁免性的。無意識行為意即被告在作出構成違法行為中的特定行為時，被告本人並不知道自己的行為是違法的。例如，1858年的英國女士"以斯帖·格力格斯（Esther Griggs）犯了夜驚症，她把她的孩子從一樓窗口中扔了出去、因她認為房子是正在著火中。還有更近的一件發生在英國威爾斯阿伯朴鎮的露營車案例中，"布賴恩·托馬斯"（Brian Thomas），他在睡夢中扼殺了他的妻子、因他亦犯有夜驚症；他誤認為他的妻子是一位露營車的入侵者。無意識行為的辯護是否認這個人犯有在刑法上所要求的某種意義上屬於犯行的表現。因此，無意識行為真的是一種屬於"證據否定答辯"(denial-of-proof)的辯護 - 即使被告斷言該犯行沒有做出來。檢方不必反駁有時被錯誤報導的辯護；檢方必須證明犯行的所有要素，包括自願性的行為要求。無意識行為是一種針對即使是嚴格責任犯行的辯護、也就是沒有必要性意圖的犯行，比如危險駕駛。
英美法中無意識行為有幾個限制。先前的犯錯檢視通常會排除掉無意識行為。酒醉中的行為一般被排除在無意識行為之外，即使是非自願性的（比如被人灌醉而有犯行）。任何以精神錯亂為根據的辯護都屬之恩納藤法規。根據英美法，無意識行為的內部原因通常被認為是精神錯亂性的無意識行為，因此導致特別的裁決（因精神錯亂而判無罪），而不是簡單的無罪釋放。

## 外部連接
- Trial of Arnold Burton, 2007:  （页面存档备份，存于）
- Trial of Brian Thomas, 2009:  （页面存档备份，存于）
- UK Ministry of Justice consultation, 2012:  （页面存档备份，存于）